# Chiesa di Santa Maria (Carbonia)
La chiesa di Santa Maria è un edificio religioso situato sopra una piccola altura in località Flumentepido, frazione di Carbonia, nella provincia del Sud Sardegna. La titolazione della chiesa, così come il nome del villaggio, derivano dal "rio Flumentepido" (l'antico Flumen Tepidus dei Romani), che scorre nella vallata sottostante.

## Storia e descrizione
La chiesetta di "Santa Maria di Flumentepido", oggi sconsacrata, fu edificata nell'XI secolo in stile architettonico romanico con un semplice impianto "a capanna", a navata unica senza abside e con facciata sormontata da un piccolo campanile a vela.
Questa chiesa divenne proprietà dei monaci benedettini di Montecassino nel 1066 quando, con altre chiese sulcitane, fu donata loro dal giudice di Cagliari, Orzocco Torchitorio I. I monaci fecero delle modifiche all'impianto originale e costruirono anche il monastero, di cui restano pochissime e labili tracce ricoperte dalla vegetazione, nei pressi della chiesa, a poche centinaia di metri verso est.
Nel XVII secolo la piccola chiesa fu arricchita con un portico che ha conservato, fra le sue colonne, alcuni miliari romani provenienti dai dintorni e relativi all'antica Via Sulcitana che collegava Karalis (Cagliari) a Sulki (Sant'Antioco): tre di essi, ancora in situ, conservano le originali iscrizioni romane.
All'interno la chiesa conserva elementi originali, come la muratura in conci di trachite rossa; l'altare, insieme al fonte battesimale, costituito da una semplice conca di forma irregolare, è stato asportato dalla sede originaria dell'edificio. I muri laterali presentano ognuno una piccola finestra modanata, la copertura è a capriate, con tetto di legno.
L'edificio è stato recentemente restaurato ed è stato inserito nel circuito della manifestazione Monumenti Aperti.

## Galleria d'immagini

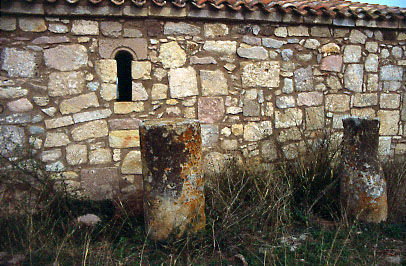
Prospetto sud con le colonne miliari in situ (1994)
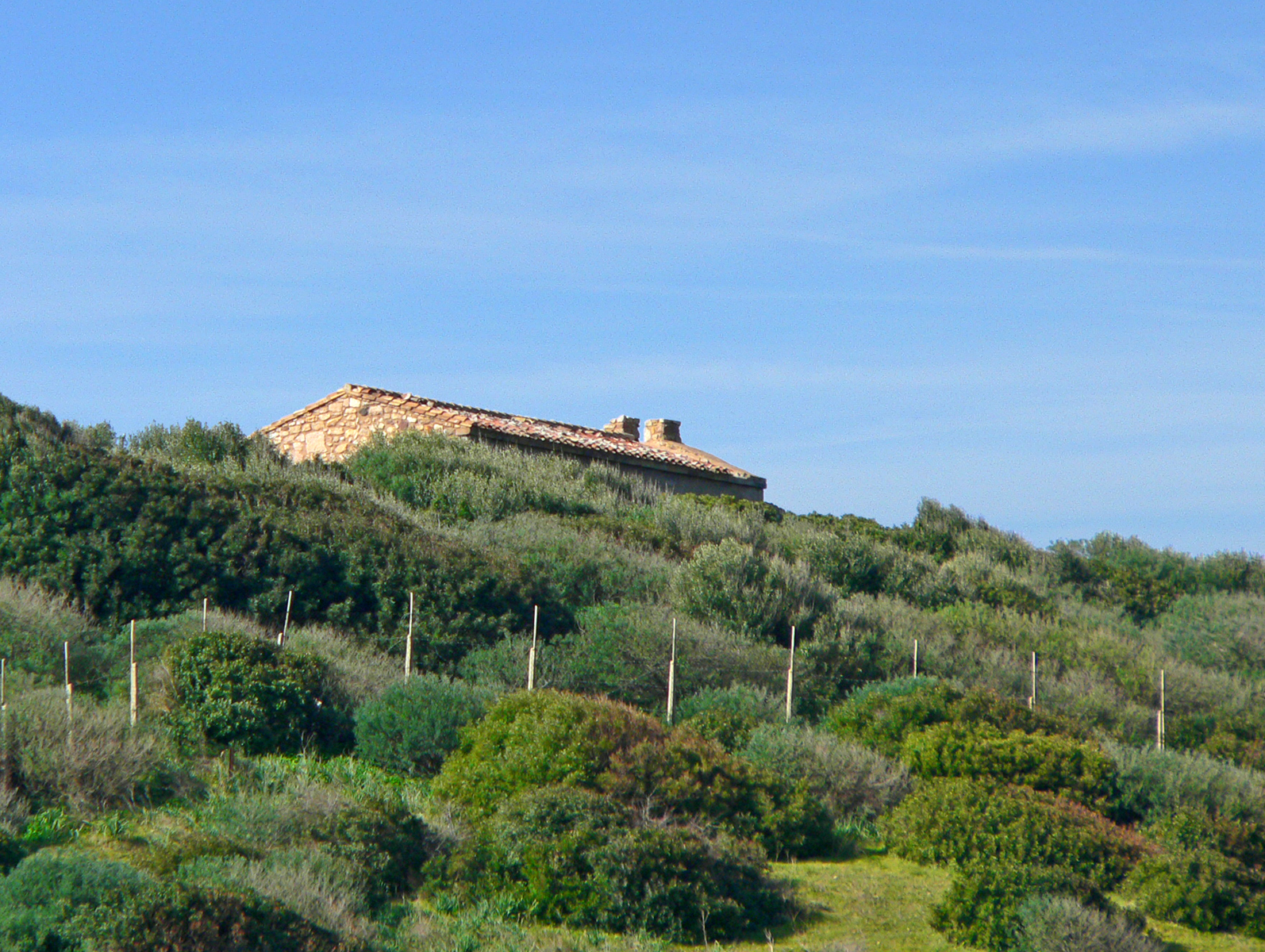
Vista da nord